# Jun Mukōyama
Jun Mukōyama (向山 淳, Mukōyama Jun) est une femme politique japonaise née le 19 novembre 1983, représentant le Parti libéral-démocrate à la Chambre des représentants du Japon.

## Jeunesse et études
Mukōyama naît le 19 novembre 1983 à Kawaguchi, dans la préfecture de Saitama,. Elle effectue ses études en droit à l'université Keiō, puis poursuit son cursus avec un master en administration publique à Harvard. Elle par la suite l'entreprise Mitsubishi, et se forme à la politique grâce à l'initiative Asie-Pacifique de la Maison internationale du Japon.

## Carrière électorale
Mukōyama commence sa carrière électorale en se présentant aux élections à la Chambre des conseillers du Japon de 2022, sous les couleurs du Parti libéral-démocrate au pouvoir. Elle est candidate à la circonscription proportionnelle de la Chambre des conseillers, mais échoue à se faire élire.
Mukōyama se présente par la suite lors des élections législatives japonaises de 2024 dans la huitième circonscription de Hokkaidō, toujours soutenue par le Parti libéral-démocrate et le Nouveau parti Daichi,. Elle axe sa campagne électorale autour de sa jeunesse et de la nécessité de rompre avec la politique traditionnelle. Elle ne parvient pas à se faire élire, et échoue contre le candidat du Parti démocrate constitutionnel Seiji Ōsaka. Néanmoins, elle obtient un siège grâce à la relance proportionnelle, et fait son entrée à la Diète du Japon. Une fois à la Chambre des représentants, elle se rapproche de Tarō Asō, et rejoint sa faction au Parlement,.

## Prises de position
Comme la majorité des représentants de son parti, Mukōyama estime également que l'énergie nucléaire est nécessaire à la contribution énergétique japonaise pour le moment, même si l'armement nucléaire ne devrait pas être envisagé. En outre, elle souhaite une révision de la Constitution antimilitariste du Japon.
Sur le plan international, Mukōyama se déclare favorable aux durcissements des sanctions imposées à la Russie, à la suite du conflit russo-ukrainien.
Par ailleurs, contrairement aux autres membres du PLD, Mukōyama est favorable aux tentatives de changer la loi japonaise qui impose aux conjoints de porter le même nom. Elle est également favorable à l'instauration d'un système de quotas de femmes dans la vie politique japonaise, afin de favoriser l'accession de ces dernières à des postes à haute responsabilité, ainsi qu'à la reconnaissance par le Japon du mariage homosexuel. Elle est opposée au maintien des femmes dans la famille impériale japonaise après leur mariage, ainsi qu'à l'ascension d'une femme sur le trône de Chrysanthème.

## Controverses
Dès son élection, et lors de sa première entrée à la Diète, Fukuda crée la polémique en se prenant en selfie avec une autre députée nouvellement élue du PLD, Kaoru Fukuda, dans l'enceinte du bâtiment, ce qui est interdit par le règlement intérieur. 
Mukōyama est également la cible de critiques après la découverte que le Premier Ministre Shigeru Ishiba ait envoyé un chèque cadeau à tous les nouveaux élus du PLD à la suite des élections anticipées d'octobre 2024. Elle annonce néanmoins avoir rendu le chèque immédiatement après sa réception,.

## Vie privée
Mukōyama est mère d'un enfant. Elle déclare adorer la randonnée, et se considère comme très maladroite.